# Louis Gautier (haut fonctionnaire)
Pour les articles homonymes, voir Louis Gautier.
Louis Gautier, né le 26 septembre 1956 à Paris, est un haut fonctionnaire français. Magistrat à la Cour des comptes, il occupe le poste de Procureur général près la Cour des comptes depuis le 17 septembre 2022. Il a précédemment exercé les fonctions de président de la 3e chambre à la Cour des comptes de 2020 à 2022 et de secrétaire général de la Défense et de la Sécurité nationale de 2014 à 2018.

## Formation et carrière universitaire
Louis Gautier est un ancien élève de l'École nationale d'Administration en 1981, promotion « Solidarité ». Il est docteur en sciences politiques et habilité à diriger des recherches.
Il soutient en 1998 sa thèse intitulée « La défense hors du sanctuaire : la politique militaire de la France, 1990 -1995 » qui reçoit la mention « très honorable avec félicitations du jury à l’unanimité » et fait l’objet, au  lendemain de la soutenance, d’un article à la une du journal Le Monde[source insuffisante].
En 2003, il obtient une habilitation à diriger des recherches (HDR) et est nommé professeur associé en 2006 à l’Université Jean-Moulin-Lyon-III, puis en 2012 professeur associé à l’Université Panthéon-Sorbonne (Paris I) où il crée, l’année suivante, la Chaire « Grands enjeux stratégiques contemporains ». Louis Gautier a également enseigné à l'ENA.
Président du conseil d'administration de l’École nationale des chartes de 2013 à 2021, il a notamment œuvré à l’établissement de l'école dans son nouveau siège de la rue de Richelieu, inauguré en 2015.

## Carrière professionnelle

### Cour des comptes
Nommé auditeur à la Cour des comptes en 1983, Louis Gautier et désigné chargé de mission du Premier président, André Chandernagor. A ce poste, il est notamment responsable des relations internationales de la Cour. Il organise les premiers contacts et le déplacement d’une délégation conduite par le Premier président en Chine qui débouchera sur une coopération avec la Cour des comptes chinoise en formation. Il a été affecté à la 1e Chambre qui contrôle le ministère des finances et le secteur financier, à la 3e chargé de la culture, de l’éducation, de l’enseignement supérieur et de la recherche et à la 6ème chambre, à l’époque compétente pour auditer les grands opérateurs du secteur public (SNCF, RATP, EDF…). Rapporteur, contre rapporteur, chef de secteur, il a exercé au sein de la haute juridiction financière les différents « métiers » du siège,.
Comme magistrat, il a été délégué dans des fonctions auprès d’autres juridictions ou autorités de contrôle. De 1994 à 1996, il a été rapporteur adjoint au Conseil constitutionnel ; de 2003 à 2010, il est membre suppléant de la commission des requêtes près la Cour de Justice de la République et membre de la commission nationale de déontologie de la sécurité. Il a mené différentes missions d’observateur ou de consultant  pour l’Union européenne ou les Nations unies (notamment lors de la supervision des élections générales mettant fin à l’apartheid de 1994),.
Il revient à la Cour en 2018, et devient président de la formation inter-juridiction où sont représentées toutes les chambres de la Cour et les Chambres régionales des comptes et qui a compétence sur les trois fonctions publiques (Etat, Territoriale, Hospitalière), président de chambre en 2020 puis procureur général en 2022.

### Cabinets ministériels
De 1988 à 1990, Louis Gautier exerce la fonction de conseiller technique au cabinet du Ministre de la culture Jack Lang où il est chargé du théâtre, de la musique, de la danse et du livre,. Durant cette période, le ministère de la culture est à l'origine de l’achèvement de l’Opéra Bastille, du lancement du projet de la « très grande bibliothèque » (baptisée par la suite, Bibliothèque François Mitterrand), de la rénovation du carré Richelieu et de l'organisation des fêtes de la musique.
De septembre à décembre 1990, il est conseiller budgétaire du ministre de l’intérieur Pierre Joxe. Il devient ensuite conseiller puis directeur adjoint du cabinet civil et militaire, de ce dernier après sa nomination comme ministre de la défense en 1991. De 1991 à 1993, Louis Gautier, au cabinet de Pierre Joxe, est d’abord chargé du suivi administratif et financier de l’intervention française dans la Guerre du Golfe. Il contribue aux travaux réformant les armées française pour les adapter au contexte d’après la guerre froide et aux opérations extérieures.
Après la victoire de la gauche aux élections législatives de 1997 et l’arrivée de Lionel Jospin à Matignon en 1997, il est nommé conseiller pour la défense auprès du Premier ministre et exerce cette fonction durant toute la période de cohabitation, jusqu’en avril 2001.
En sa qualité de conseiller pour la défense, il suit les dossiers dont le Premier ministre à la charge. Ainsi, il prend part à la réforme de la professionnalisation des armées, aux négociations sur la relance de la défense européenne et de l’accord franco-britannique de Saint-Malo ainsi qu'aux processus de décisions concernant les opérations extérieures.

### Secrétaire général de la défense et de la sécurité nationale
Membre de la Commission du Livre blanc sur la défense et la sécurité nationale, de 2013, Louis Gautier est nommé en octobre 2014, au Secrétariat général de la Défense et de la Sécurité nationale par le Président de la République François Hollande et succède à Francis Delon.
Placé sous l’autorité du Premier ministre, le Secrétariat général de la défense et de la sécurité nationale (SGDSN) est un rouage essentiel dans la politique de sécurité et de défense notamment la préparation et coordination de l’action de l’État en temps de crise. Le SGDSN a notamment gagné en autonomie et en moyens sous son mandat, dans le contexte de la menace terroriste,,,,. Il réforme le plan Vigipirate,,,, et contribue à la mise en place de la force sentinelle,,,,. Dans une note qu’il signe, à l’été 2015, il propose d’instaurer l’état d’urgence en cas d’attentats d’ampleur, une décision que prendra François Hollande le soir du 13 novembre 2015. En raison de la convergence des défis de sécurité internes et externes, de la multiplication des arbitrages interministériels à rendre pour y répondre, ce dernier décida, à partir de l’été 2016 , de réunir le conseil de sécurité et de défense nationale toutes les semaines, pratique qui sera maintenue par Emmanuel Macron (50 conseils de défense furent ainsi réunis au cours de l'année 2017).
Louis Gautier a géré durant son mandat plusieurs crises (Ebola, Terrorisme, Cyber). Il a par ailleurs été chargé de négocier avec la Russie l'abandon de la vente par la France des BPC Mistral,,,,.
De par le constat d'une intensification des enjeux liés à la cyberdéfense, il favorise par ailleurs la montée en puissance de l’ANSSI, placée sous la tutelle du SGDSN, et son implication directe dans la gestion de certaines crises ne concernant pas directement la sécurité de l’État stricto sensu mais la protection de la vie démocratique du pays ou de ses intérêts économiques. L’ANSSI a ainsi aidé à la remédiation des systèmes informatiques de TV5 après l’attaque de 2015 ou de l’entreprise Saint Gobain, victime du rançongiciel Not Petya en 2017, et a été mobilisée pour protéger les élections de 2017. Il est chargé par le premier ministre de l’élaboration de la première revue stratégique française de cyberdéfense qui est publiée le 12 février 2018.
Enfin, il mène au sein du SGDSN une réflexion débouchant au printemps 2017 sur la publication d’un rapport public intitulé Chocs futurs.
À sa sortie du SGDSN, où il est remplacé par Claire Landais, Louis Gautier s’est vu confier une mission par la Président de la République Emmanuel Macron sur le processus de relance de l’Europe de la défense dont les conclusions ont été rendues en mars 2019,,. Ce rapport, qui formule plus de 90 propositions met notamment l’accent sur les défis de sécurité que les Européens ne sont pas en mesure d'affronter correctement et la nécessité de défendre les intérêts stratégiques européens,,,,.

### Actions culturelles et dans les médias
Louis Gautier a participé à la reprise par Pierre Bergé, Matthieu Pigasse et Xavier Niel du groupe Le Monde dont il intègre en 2010, comme membre, le conseil de surveillance.
Il est président de la maison d’écrivain de Jean Cocteau à Milly la Forêt, (dont il est membre depuis 2002) qui accueille une collection d’œuvres de l’artiste dont une part essentielle a été remise, en 2019, en dation à l’État et au Musée d'Art moderne de Paris qui en assure dorénavant la conservation. Afin de protéger également la maison, classée lieu de mémoire, celle-ci a été transmise par donation à la Région Île-de-France dont elle a intégré le patrimoine également en 2019,.
Louis Gautier est également le président de la Maison de Zola/Musée Dreyfus à Médan (dont il est membre depuis 1997) qui, après des travaux de réhabilitation, a œuvré à la réalisation d’un projet muséographique autour de l’affaire Dreyfus,.
Il a été membre du conseil d’administration de l’Opéra de Paris (1991-1994).
Il est membre du conseil et du comité de parrainage de Lire La Politique, prix du livre politique, depuis 1995 et du prix géopolitique,.

## Lutte contre le sida et COVID-19
À l’origine du Sidaction, dont il a été le premier trésorier (1994-2000)[réf. à confirmer] ,, Louis Gautier participa à l’organisation de la soirée du 7 avril 1994 qui permit de collecter 300 millions de francs, soit 45 millions d’euros.
Membre du conseil d’administration de Sidaction depuis sa création, président du fonds de dotation pour la lutte contre le SIDA (2009-2018), Louis Gautier a été nommé, en 2014, président du conseil d'orientation de l'Agence nationale des recherches sur le Sida et les Hépatites virales. En janvier 2020, il a alerté sur les risques de la pandémie du COVID 19,.

## Responsabilités politiques
Louis Gautier a exercé différentes responsabilités nationales au Parti socialiste. De 1995 à 1998, il est délégué national à la culture et aux médias, puis de 2002 à 2012 délégué national aux questions stratégiques et de défense[réf. à confirmer]. Il est le créateur et le premier directeur (2002-2014) du laboratoire d’études sur les questions internationales et de défense Orion placé au sein de la Fondation Jean-Jaurès.

## Publications

### Rapports
- Chocs futurs, Étude prospective à l’horizon 2030 : impacts des transformations et ruptures technologiques sur notre environnement stratégique et de sécurité, SGDSN, 2017 (présentation en ligne)
- Revue Stratégique de cyberdéfense, 2018
- Rapport sur le secret de la défense nationale en France, 2019

### Ouvrages
- Jaurès actuel, les socialistes et la guerre, FJJ, 2014 (BNF 44400941)
- La défense de la France après la guerre froide, PUF, 2009 (BNF 42106367, lire en ligne)
- Table rase, Flammarion, 2008 (BNF 41248401)
- Face à la guerre, Table ronde, 2004
- Mitterrand et son armée, Grasset, 1999 (BNF 36978118, lire en ligne)
- La nouvelle politique économique : L'Etat face à la mondialisation, PUF, 1997

## Décorations
- Officier de la Légion d'honneur en 2017[75],[76] (chevalier en 2010[75]).
- Officier de l'ordre national du Mérite en 2015[77],[78] (chevalier en 2005[77]).
- Officier de l'ordre des Palmes académiques.
- Commandeur de l'ordre des Arts et des Lettres[79].